# Jenny Montigny

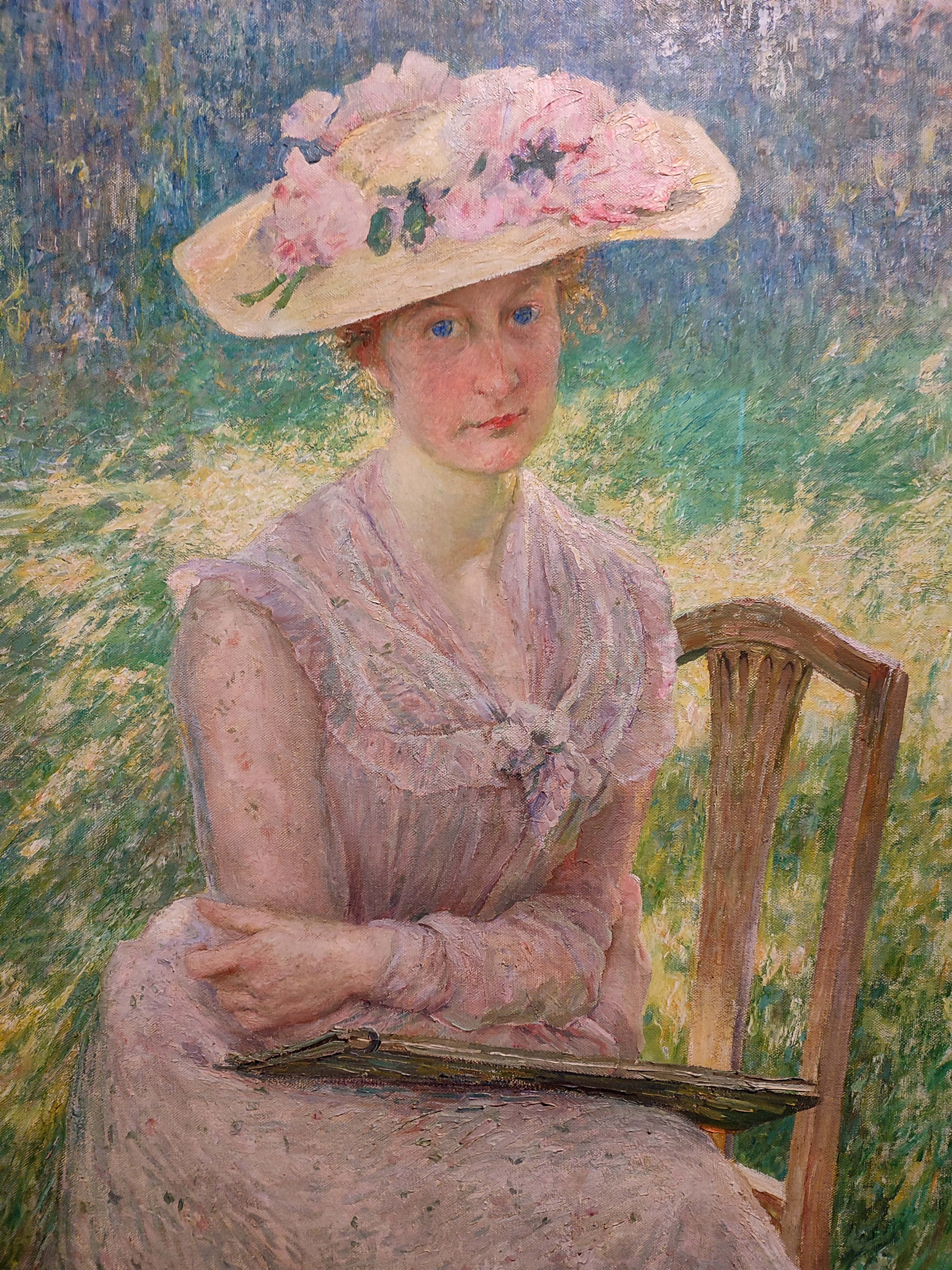
Jenny Montigny, Portärt von Emile Claus (1902)

Jeanne „Jenny“ Montigny (* 8. Dezember 1875 in Gent, Belgien; † 31. Oktober 1937 in Sint-Martens-Latem, Belgien) war eine belgische Malerin.

## Werdegang
Jeanne „Jenny“ Montigny, Tochter von Joanna Helena Mair und Louis Karel August „Jules“ Montigny, wurde während der Regierungszeit von König Leopold II. in Flandern geboren. Ihr Vater war ein Rechtsanwalt und Regierungsbeamter. Er leitete mehrere Gremien und Kommissionen und war später Dekan der juristischen Fakultät der Universität Gent. Ihre Mutter war eine Britin. Jenny hatte einen Bruder und zwei Schwestern. Über ihre Jugendjahre ist nichts bekannt. Mit 17 Jahren entschied sie sich eine Künstlerin zu werden, wissend, dass sie nicht auf ihre Eltern zählen könnte. Ihr Vater sagte einst folgendes:

„De kunsten laten me helemaal koud.“

„Die Kunst lässt mich völlig kalt.“

Nachdem sie ein Gemälde, The Kingfishers, von Emile Claus gesehen hatte, entschied sie sich eine Stelle in dessen Atelier bei Deinze zu bekommen. Im Sommer 1893 trat sie und mehrere andere Studenten ihren Kurs in Freilichtmalerei an. Nach 1895 pendelte sie zwischen Gent und Deinze. Obwohl Claus verheiratet und 26 Jahre älter war als sie, wurde sie seine Geliebte – eine Beziehung, welche sie bis zu seinem Tod 1924 fortführte. Ihr Debüt als Künstlerin feierte sie 1902 im Ghent Salon, gefolgt von Ausstellungen in Paris (Frankreich). 1904 zog sie und ihr jüngerer Bruder in eine Villa in Deurle, einem ländlichen Ortsteil der Gemeinde von Sint-Martens-Latem. Später trat sie der luministischen Gesellschaft Vie et Lumière bei.
Bei Ausbruch des Ersten Weltkrieges folgte sie Claus und seiner Ehefrau nach London (Großbritannien), wo sie Mitglied im Women’s International Art Club wurde und in den Grafton Galleries ihre Werke ausstellte. Nach dem Ende des Krieges kehrte sie nach Belgien zurück. Sie musste ihre Villa veräußern und in ein schlichteres Haus ziehen. 1923 trat sie der Société Nationale des Beaux-Arts (SNBA) bei. Nach dem Tod von Claus befand sie sich in finanziellen Schwierigkeiten. Ihr Malstil war nicht mehr populär und sie war auf Zuwendungen von Familie und Freunden angewiesen. Sie geriet nach ihrem Tod weitgehend in Vergessenheit. Erst 1987 fanden Ausstellungen mit ihren Werken in Deurle und Dienze statt. Hieran schloss sich eine große Retrospektive im Musée d’Art et d’Histoire Pissarro-Pontoise in Pontoise (Frankreich) an.

## Werke (Auswahl)
- Intérieur, 1906
- L'intérieur ensoleillé, 1906
- Retour à la Ferme, 1906
- Table fleurie, 1906
- Zonnig binnenzicht, 1906

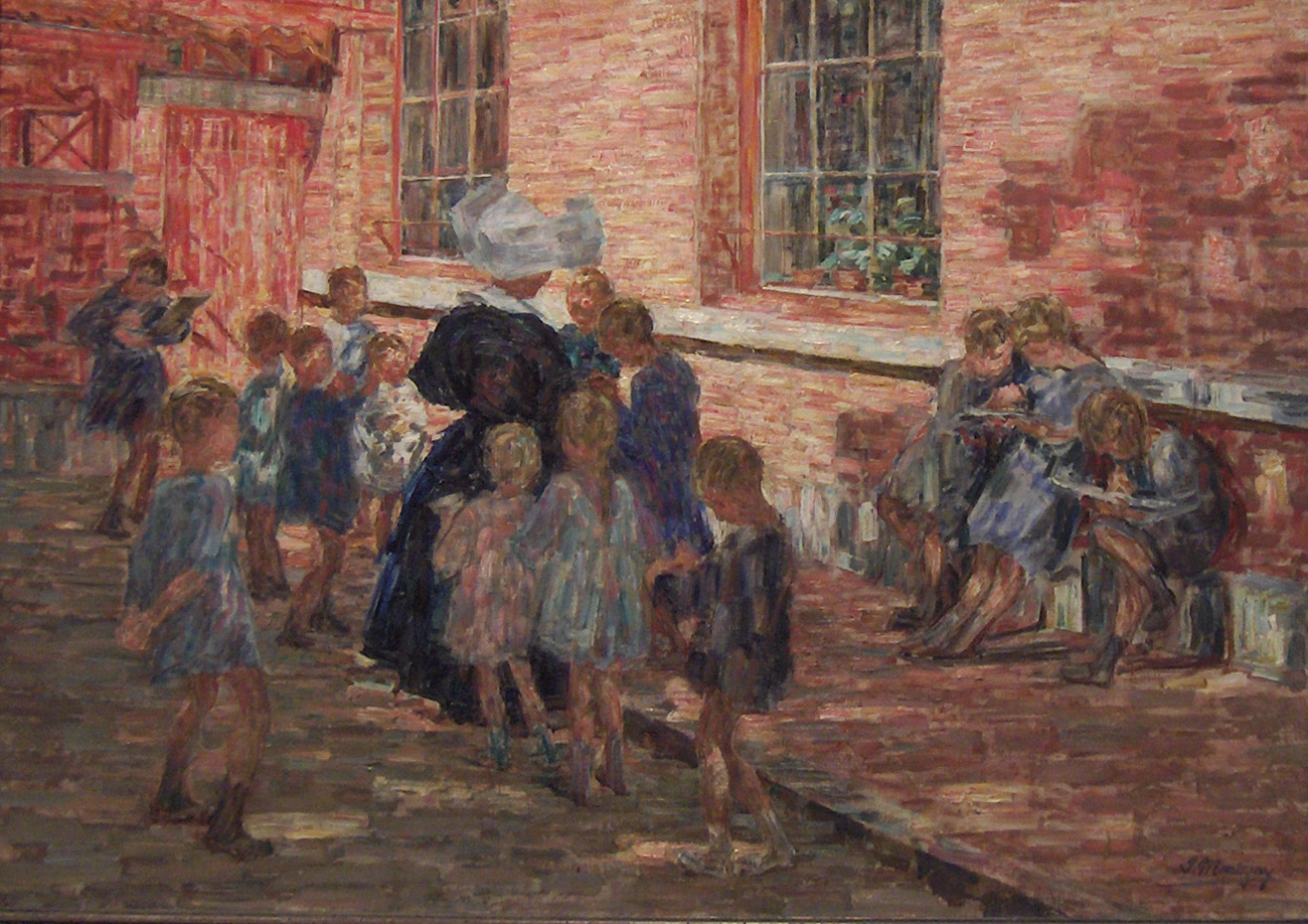
Kleuterschool te Deurle

- Filette dans un paysage - Meisje in een landschap, 1910
- Filette avec chèvre à deurle, 1911
- S zomers op het erf, 1911
- Allée des cavaliers, 1915
- Emile Claus aan het werk, 1924
- La cour de récréation, 1925
- Kindje in een kinderstoel, 1926
- L'enfant dans sa chaise haute, 1926
- Jeunes filles au bord de la Lys, 1929
- Meisjeshoofd, 1929
- Hoeve bij Avond, 1933
- Bergère sous l'arbre
- Bouquet de fleurs
- Buste de femme (esquisse)
- Champs de fleurs, Deurle
- Compositie met porselein
- Composition aux porcelaines
- Dimanche au parc à Londres
- De leie
- Deurle
- Einde van de schooltijd
- Enfant dans la cour
- Fermière et son troupeau de vaches
- Fillettes au bord de l'eau
- Impression d'après-midi le long de la Lys
- Jardin fleuri sous soleil couchant
- Jeunes filles jouant au bord de la rivière
- Journée ensoleillée dans le verger
- La commode
- La cruche aux fleurs
- Les Arbres ensoleillés
- Les tonneliers
- Mère et enfants
- Moeder en kind
- Moederschap
- Nature morte aux fleurs
- Nature morte aux porcelaines
- Paysage
- Personnages au bord d'une rivière
- Petunia's in witte vaas
- Portrait d'Emile Claus
- Retour de l'école
- Stillleben
- Terugkeer van het veld
- The Easter parade
- The hayricks
- The orchard
- Three girls in white dresses near a lake in the forest
- Three young girls in white dresses near a lake on a summer's day
- Two bathing nudes
- Vase garni de fleurs
- Vent et soleil
- Zomerlandschap
- Zondag langs de leie